# Diospyros trombetensis
Diospyros trombetensis är en tvåhjärtbladig växtart som beskrevs av Noel Yvri Sandwith. Diospyros trombetensis ingår i släktet Diospyros och familjen Ebenaceae. Inga underarter finns listade i Catalogue of Life.